# Hātod
Hātod är en ort i Indien.   Den ligger i distriktet Indore och delstaten Madhya Pradesh, i den centrala delen av landet, 700 km söder om huvudstaden New Delhi. Hātod ligger 540 meter över havet och antalet invånare är 9 349.
Terrängen runt Hātod är platt. Runt Hātod är det mycket tätbefolkat, med 2 711 invånare per kvadratkilometer. Närmaste större samhälle är Indore, 12,8 km sydost om Hātod. Trakten runt Hātod består till största delen av jordbruksmark.